# Stany niewolnicze

Stany niewolnicze (czerwone), wolne (niebieskie) oraz zorganizowane terytoria (cieliste) w roku 1861. Błędnie wyróżniono Wirginię Zachodnią, która powstała dwa lata później.

Terytoria niewolnicze i abolicjonistyczne w Stanach Zjednoczonych w okresie 1789–1861

Stany niewolnicze – stany w USA, w których legalne było wykorzystywanie niewolniczej siły roboczej. Niewolnikami w tych stanach byli przede wszystkim czarnoskórzy Afrykanie uprowadzeni z rodzimego kontynentu lub ich potomkowie urodzeni w Ameryce. Niewolnictwo było jedną z przyczyn wybuchu wojny secesyjnej i zostało zdelegalizowane na mocy 13. poprawki do Konstytucji w roku 1865.

## Stany niewolnicze
Piętnaście stanów USA w momencie wybuchu wojny miało zalegalizowane prawnie niewolnictwo. Były to: Alabama, Arkansas, Delaware, Floryda, Georgia, Kentucky, Luizjana, Maryland, Missisipi, Missouri, Karolina Południowa, Karolina Północna, Tennessee, Teksas i Wirginia (wówczas jeszcze stanowiąca jeden stan z Wirginią Zachodnią), a w Dystrykcie Kolumbii przed wybuchem wojny wolno było posiadać niewolników, choć handel nimi był zakazany. Niewolnictwo było również praktykowane na Terytorium Nebraski i na Terytorium Indiańskim na początku lat pięćdziesiątych XIX wieku. Ostatnim stanem na północy, który zakazał niewolnictwa, było New Jersey w roku 1804, aczkolwiek prawo stanowe pozwoliło na zatrzymanie przez właścicieli niewolników w określonym wieku jako tzw. „dożywotnich terminatorów”, oczywiście do wejścia w życie XIII. Poprawki Do Konstytucji.
Jedenaście z tych stanów w roku 1860 zadeklarowało secesję od Unii i w roku następnym ogłosiło powstanie Skonfederowanych Stanów Ameryki; Delaware, Kentucky i Maryland nie opuściły Unii, a Wirginia Zachodnia wstąpiła do niej po oderwaniu się od Wirginii.

## Początki
Przed rewolucją amerykańską we wszystkich koloniach brytyjskich w Ameryce istniało niewolnictwo, ale wojna o niepodległość stała się impulsem do wykorzenienia go. Terytoria północno-zachodnie, stanowiące dziś Środkowy Zachód, były organizowane na zasadach zarządzenia północno-zachodniego, które zakazało niewolnictwa w roku 1787. Massachusetts zaakceptowało ten akt w swej konstytucji z roku 1780, a kilka innych północnych stanów poszło tym śladem. Umowna granica niewolnictwa ustaliła się w 1781 kiedy niewolnictwa zakazała Pensylwania. Przebiegała ona wzdłuż północnej granicy Delaware, Linii Masona-Dixona i rzeki Ohio.

### Stany niewolnicze na północy
| Ważne daty                      | VT        | PA       | MA    | NH        | CT   | RI   | NY   | NJ   |
| ------------------------------- | --------- | -------- | ----- | --------- | ---- | ---- | ---- | ---- |
| Początki osadnictwa             | 1666      | 1638     | 1620  | 1623      | 1633 | 1636 | 1624 | 1620 |
| Początki niewolnictwa           | ok. 1760? | 1639     | 1629? | 1645      | 1639 | 1652 | 1626 | 1627 |
| Oficjalny koniec niewolnictwa   | 1777      | 1780     | 1783  | 1783      | 1784 | 1784 | 1799 | 1804 |
| Rzeczywisty koniec niewolnictwa | 1777      | ok. 1845 | 1783  | ok. 1845? | 1848 | 1842 | 1827 | 1865 |

## Konflikt na nowych terytoriach
W czasie wojny roku 1812 Brytyjczycy obiecali wyzwolenie tym niewolnikom, którzy staną po ich stronie. Pod koniec wojny doszło do podziału, zgodnie z którym połowa stanów bądź to zakazała niewolnictwa na swoim terenie (północny wschód), bądź też miała to w swoich konstytucjach od początku (środkowy zachód), a połowa postanowiła utrzymać niewolnictwo na zawsze (południe).
Konflikt polityczny wybuchł wówczas, gdy doszło do walki o władzę w Senacie, gdzie każdy stan jest reprezentowany przez dwóch senatorów. Przy równej liczbie stanów wolnych i niewolniczych Senat był podzielony po połowie. W momencie, gdy zaludnienie stanów wolnych zaczęło gwałtownie przerastać liczbę ludności stanów niewolniczych (Konstytucja Stanów Zjednoczonych w Artykule 1 § 2.3 przy wyliczaniu wielkości reprezentacji nakazywała doliczyć do ludności wolnej 3/5 liczby „pozostałych osób” jak eufemistycznie określano niewolników), co w konsekwencji prowadziło do przejęcia kontroli nad Izbą Reprezentantów przez stany wolne, Senat stał się jedynym miejscem, gdzie politycy ze stanów niewolniczych mogli stosować prawo weta w kwestiach związanych z niewolnictwem.

### Kompromis Missouri
Kontrowersje wokół tego czy Missouri powinno być przyjęte do Unii jako stan niewolniczy, czy też wolny, doprowadziły do tzw. „kompromisu Missouri” z roku 1820, który ustalił, że terytoria nabyte w ramach zakupu Luizjany na północ od równoleżnika 36°30′ (co stanowiło południową granicę Missouri) będą stanami wolnymi, zaś stany i terytoria na południe od tej linii mają prawo do przyjęcia ustroju niewolniczego. W ramach kompromisu utworzono Maine, wolny stan na terytorium Nowej Anglii, który miał zrównoważyć przyjęcie Missouri jako stanu niewolniczego.

### Status Teksasu i Nowego Meksyku
Przyjęcie do Unii Teksasu i zajęcie ogromnych obszarów na zachodzie, w wyniku zwycięskiego zakończenia konfliktu znanego jako wojna meksykańsko-amerykańska, ponownie wywołało spory. Jakkolwiek bowiem zasiedlona już część Teksasu nadawała się do upraw bawełny, a tym samym do wprowadzenia niewolnictwa, górzyste i pustynne tereny dzisiejszego Nowego Meksyku okazały się dla właścicieli plantacji i niewolników zupełnie nieprzydatne. W roku 1850 Kalifornia została – na podstawie porozumień „kompromisu 1850” – przyjęta do Unii jako wolny stan, bez dodatkowego stanu niewolniczego dla zachowania równowagi. W związku z tym, że mogłoby to oddać władzę w Senacie w ręce przedstawicieli stanów wolnych, Kalifornia zgodziła się wysyłać do Waszyngtonu jednego proniewolniczego i jednego antyniewolniczego senatora. Równowaga została więc zachowana, ale w stanach niewolniczych wzrastały emocje i obawy przed zakusami abolicjonistów i freesoilerów.

### Ostatnie starcia
Trudności ze znalezieniem jakiegokolwiek terytorium, które można byłoby przekształcić w dodatkowy stan niewolniczy, zahamowały proces otwierania kolejnych obszarów na zachodzie dla osadnictwa, bowiem politycy z Południa obawiali się wzrostu liczby terytoriów (a następnie stanów) wolnych. Podejmowano wysiłki zmierzające do aneksji Kuby i Nikaragui w celu uczynienia z nich stanów niewolniczych, ale bezskutecznie. W roku 1854 „kompromis Missouri” został obalony, co wiązało się z nadziejami Południa na uczynienie Terytorium Kansas stanem niewolniczym. Kansas miał ubiegać się o przyjęcie do Unii wraz z Minnesotą, ale przyjęcie Kansas jako stanu niewolniczego nie udało się, bowiem zakwestionowana została prawomocność konstytucji stanowej. Gdy przyjęcie Minnesoty zostało w roku 1858 zaaprobowane, równowaga w Senacie przestała istnieć, co z kolei zaowocowało przyjęciem Oregonu w 1859 roku.

### Przyjmowanie stanów parami
Przed rokiem 1812 nie było potrzeby równoważenia liczby stanów niewolniczych i wolnych. Oto jak układała się ich lista w roku 1812:

| Stany niewolnicze   | Rok  | Stany wolne   | Rok  |
| ------------------- | ---- | ------------- | ---- |
| Georgia             | 1788 | Pensylwania   | 1787 |
| Maryland            | 1788 | Connecticut   | 1788 |
| Karolina Południowa | 1788 | Massachusetts | 1788 |
| Wirginia            | 1788 | New Hampshire | 1788 |
| Karolina Północna   | 1789 | Nowy Jork     | 1788 |
| Kentucky            | 1792 | Rhode Island  | 1790 |
| Tennessee           | 1796 | Vermont       | 1791 |
| Luizjana            | 1812 | Ohio          | 1803 |

Pomiędzy rokiem 1812 a wybuchem wojny secesyjnej próbowano utrzymywać równowagę, w związku z czym legislatura federalna (Kongres) przyjmowała do Unii stany zazwyczaj parami:

| Stany niewolnicze              | Rok  | Stany wolne                               | Rok  |
| ------------------------------ | ---- | ----------------------------------------- | ---- |
| Missisipi                      | 1817 | Indiana                                   | 1816 |
| Alabama                        | 1819 | Illinois                                  | 1818 |
| Missouri                       | 1821 | Maine                                     | 1820 |
| Arkansas                       | 1836 | Michigan                                  | 1837 |
| Floryda                        | 1845 | Iowa                                      | 1846 |
| Teksas                         | 1845 | Wisconsin                                 | 1848 |
|                                |      | Kalifornia (jeden senator proniewolniczy) | 1850 |
| Kansas (przyjęcie zablokowane) |      | Minnesota                                 | 1858 |
|                                |      | Oregon                                    | 1859 |
|                                |      | Kansas                                    | 1861 |

## Kres niewolnictwa
Maryland i prounijny rząd Missouri zakazały niewolnictwa na swoich terenach w czasie wojny. Trzynasta poprawka do Konstytucji, ratyfikowana 6 grudnia 1865 roku, znosiła niewolnictwo na całym obszarze Stanów Zjednoczonych. Ratyfikacja 13. poprawki była warunkiem przywrócenia do działania władz tych stanów, które znalazły się w roku 1861 w Konfederacji.